# Banana Joe
Banana Joe este un film de comedie italiano-german din 1982, regizat de Stefano Vanzina (Steno) și avându-l în rolul principal pe Bud Spencer. Personajul principal este Banana Joe, un om care locuiește pe o insulă dintr-o pădure tropicală din America de Sud și care se ocupă cu comercializarea bananelor. El intră în conflict cu angajații unei corporații mari de comercializare a bananelor, care încearcă să-l elimine de pe piață și să construiască un sat de vacanță și o fabrică pe teritoriul insulei.

## Rezumat
Banana Joe este un bărbat musculos, dar prietenos, care trăiește în micul sat Amantido din pădurea tropicală; el are un număr foarte mare de copii și livrează în mod regulat banane într-un port fluvial din America de Sud. Într-o zi, oamenii unui șef mafiot local, pe nume José Alfonso Torcillo, vin pe malul insulei Amantido pentru a începe construcția unei fabrici de procesare a bananelor. Joe îi fugărește, iar bandiții se întorc imediat la șeful lor.
Torcillo constată că Joe comercializează banane fără autorizație și decide să profite de acest lucru. La următoarea sa livrare, Joe este arestat de către poliție și i se oferă alegerea de a obține o autorizație legală sau i se va confisca ambarcațiunea și el va fi arestat pentru transport ilegal. Joe se deplasează la cel mai apropiat oraș, San Cristobal, ceea ce este pentru el o lume nouă, deoarece el crescuse în pădurile tropicale. Nefamiliarizat cu viața orașului și neștiind carte, el cade victimă unui escroc pe nume Manuel, care are o serie de relații cu persoane aflate în poziții înalte, chiar și cu președintele țării căruia îi oferise un remediu pentru ca soția acestuia să nască un băiat.
În cele din urmă, Joe o întâlnește pe Dorianne, o cântăreață atrăgătoare, într-un bar deținut de Torcillo, unde el obținuse un loc de muncă temporar ca paznic. Torcillo, de asemenea, se confruntase cu Joe de mai multe ori și, când îl vede, șeful gangsterilor sărea de frică pe următoarea fereastră.
În încercarea de a obține autorizația, Joe află că el trebuie să se se înregistreze la autorități pentru a i se dovedi "existența" în mod legal. Deoarece el nu are acte personale, obținerea autorizației se dovedește a fi extrem de dificilă, iar birocrația din sistem îi creează încurcături. Joe trebuie să se înroleze în armată, dar, după ce aduce la disperare și chiar la degradare un sergent, el dezertează și ajunge apoi în închisoare atunci când încearcă să-și rezolve probleme pe calea forței. În închisoare, el îl reîntâlnește pe Manuel, pe care intenționează să-l învețe minte pentru că l-a înșelat, dar se pare că escrocul avea de fapt un suflet bun: fiindu-i milă de soarta lui Joe, el și-a folosit relațiile pentru ca Joe să obțină autorizația mult-dorită. De la Dorianne, care îl vizitează în închisoare, Joe află că Torcillo se folosise de absența sa pentru a construi pe insulă o fabrică de procesare a bananelor.
Joe și Manuel fug imediat din închisoare și revin la Amantido, unde Joe distruge un cazinou nou construit și îi bate pe bandiții lui Torcillo. După aceea, poliția sosește, dar nu pentru a-l aresta pe Joe. În schimb ei îl căutau pe Manuel: remediul său a avut succes, iar soția președintelui a născut un băiat. Ca urmare, președintele l-a amnistiat pe Manuel (precum și pe Joe) și i-a spus că-i va îndeplini o dorință (Manuel decide să devină ministru de finanțe). În plus, Torcillo este dovedit a fi un escroc căutat în Europa, iar el și oamenii săi sunt arestați imediat. Dorianne decide să rămână cu Joe în Amantido, unde ea deschide o școală la care participă și Joe, iar viața lui Joe revine la normal.

## Distribuție
- Bud Spencer - Banana Joe
- Marina Langner - Dorianne
- Mario Scarpetta - Manuel
- Gianfranco Barra - José Alfonso Torcillo
- Enzo Garinei - inginerul Sam Moreno
- Gunther Philipp - croitorul Sarto
- Carlo Reali - căpitanul poliției
- Giorgio Bracardi - sergentul Josè Felipe Maria Martino
- Nello Pazzafini - camionagiul lui Torcillo

### Dublaje de voce în limba italiană
- Glauco Onorato - Banana Joe
- Maria Pia Di Meo - Dorianne
- Luciano De Ambrosis - camionagiul lui Torcillo
- Gianni Marzocchi - croitorul
- Sandro Iovino - directorul clubului de noapte

## Producție
- Scenariul acestui film a fost scris de Bud Spencer însuși, sub numele civil de Carlo Pedersoli.
- Părți din acest film au fost filmate la Cartagena, Columbia, în Golful Uraba din partea de nord-vest a Columbiei. În acest golf continuă și astăzi comerțul de banane, pe scară mare, aici așteptând să fie descărcate un număr mare de ambarcațiuni pline cu banane.

## Recepție
Banana Joe este un film clasic cu Bud Spencer, dar cu mai puțin umor și lupte decât de obicei.